# Перная
Пе́рная (фин. Pernaja, Пе́рно швед. Pernå) — бывший муниципалитет в области Уусимаа в Финляндии. В 2010 году община вошла в состав города Ловийса.
В 2009 году население составляло 3961 человек, площадь 1 107,07 км² из которых земля — 419,47 км², а водная поверхность — 7,33 км².

## Известные уроженцы и жители
- Вестерлунд, Эркка (род. 1957) — финский хоккеист